# Royal Music
Royal Music är ett skivbolag för modern kristen musik som bildades 1978 av Magnus Erikson i Göteborg. 
Storhetstiden var 80- och 90-talen, då Royal Music gav ut skivor med bland annat följande artister:
- Larry Norman
- Per-Erik Hallin
- Q Stone
- Tata Vega
- Salt
- Edin-Ådahl
- Koinonia där bl.a. Alex Acuña och Abraham Laboriel ingår.
- Jerusalem
- GA Gospel
- Jalle Ahlström
- Gabriel
- Jan Groth
- Side Walk
- The Front
- Cenneth Almgren

## 30-årsjubileum 2008
I april 2008 ägde 30-årsjubileet "The Royal Years" rum och detta firades med en konsertturné över hela Skandinavien med många av de gamla artisterna.
De medverkande var bl.a.: Andraé Crouch, Salt, Tommy Funderburk, Per Erik Hallin, Målle Lindberg, Anders Widmark, Lou Pardini, Bill Maxwell, John Peña med flera.  Larry Norman, som enligt planerna också skulle delta i turnén, avled någon månad tidigare.

## Kuriosa
Namnet Royal Music kläcktes av Ulf Christiansson, bandet Jerusalems ständige ledare.